# Захаров, Юрий (легкоатлет)
Юрий П. Захаров (род. 2 августа 1933, Новосибирск) — советский легкоатлет, специалист по бегу на длинные дистанции. Выступал за сборную СССР по лёгкой атлетике в начале 1960-х годов, победитель матчевой встречи со сборной США, призёр первенств всесоюзного значения, участник летних Олимпийских игр в Риме. Представлял Томск («Буревестник»), Ленинград и Советскую Армию. Мастер спорта СССР (1956).

## Биография
Родился 2 августа 1933 года в Новосибирске.
Занимался лёгкой атлетикой в Ленинграде, выступал за Советскую Армию.
Впервые заявил о себе на всесоюзном уровне в сезоне 1957 года, когда на чемпионате СССР в Москве стал четвёртым в беге на 10 000 метров.
В 1958 году в дисциплине 5000 метров финишировал шестым на Мемориале братьев Знаменских в Москве и пятым на чемпионате СССР в Таллине.
В 1959 году на дистанции 10 000 метров был пятым на II летней Спартакиаде народов СССР в Москве и четвёртым в матчевой встрече со сборной Великобритании в Москве.
На чемпионате СССР 1960 года в Москве занял шестое место в беге на 5000 метров и выиграл бронзовую медаль в беге на 10 000 метров. Благодаря череде удачных выступлений удостоился права защищать честь страны на летних Олимпийских играх в Риме — на предварительном квалификационном этапе дистанции 5000 метров показал результат 14:10.41, чего оказалось недостаточно для выхода в финал.
В 1961 году в дисциплине 10 000 метров получил серебро на Мемориале братьев Знаменских в Москве, одержал победу в матчевой встрече со сборной США в Москве.
На чемпионате СССР 1962 года в Москве в беге на 10 000 метров пришёл к финишу четвёртым.
В августе 1963 года на дистанции 10 000 метров победил на соревнованиях в Киеве.